# Salazaria mexicana
Genre
Espèce
Salazaria mexicana est une espèce de plantes à fleurs de la famille des Lamiaceae, originaire du sud-ouest des États-Unis et du nord du Mexique. Elle représente la seule espèce du genre Salazaria.
Selon Plants of the World Online, Salazaria est un synonyme de Scutellaria, dans le sous-genre S. subg. Scutellaria et formant la section S. sect. Salazaria. Selon ce site, le nom de l'espèce est Scutellaria mexicana.

## Description morphologique

### Appareil végétatif
Cette plante de 60 à 90 cm de hauteur forme un buisson gris-vert dont les rameaux portent des épines. Les feuilles sont petites (1,3 cm de long en moyenne), opposées et lancéolées bien qu'assez larges.

### Appareil reproducteur
La floraison a lieu de mars à juin.

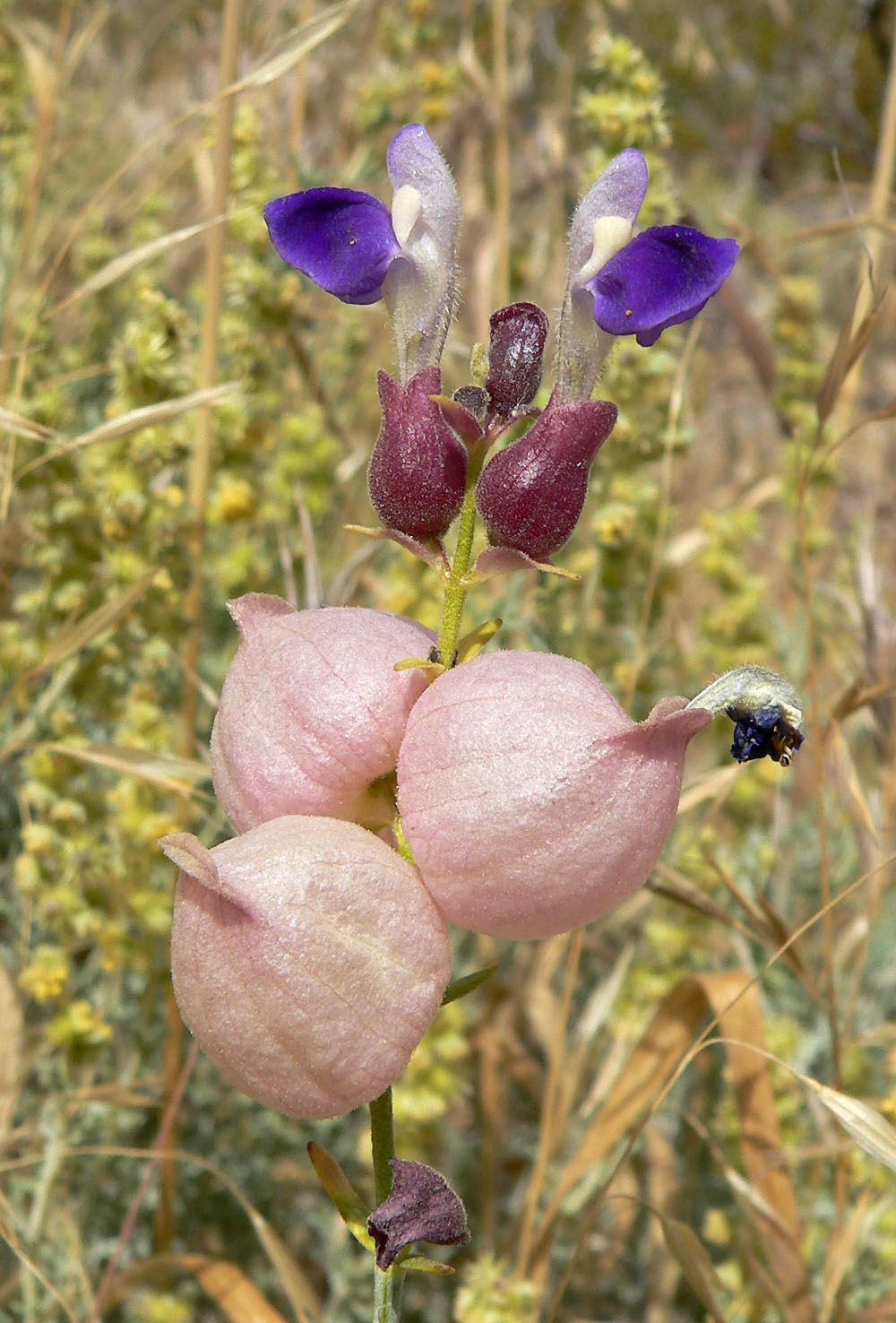
Fleurs et fructifications de Salazaria mexicana.

Les fleurs, de 2 cm de long, sont disposées en grappes lâches. Le calice, qui enveloppe largement la base de la corolle, est accrescent, c'est-à-dire qu'il se développera jusqu'à finalement enfermer les fructifications. Il deviendra une sorte de vessie papyracée de couleur coquille d'œuf à beige-rosé, voire rose, atteignant 2 cm de diamètre. La corolle présente une symétrie bilatérale. Elle est en forme de tubes formant deux lèvres à l'extrémité : la lèvre supérieure est d'un bleu-violacé intense, mais le tube est presque blanc, de même que la lèvre inférieure qui elle est légèrement teintée de violet au bout.

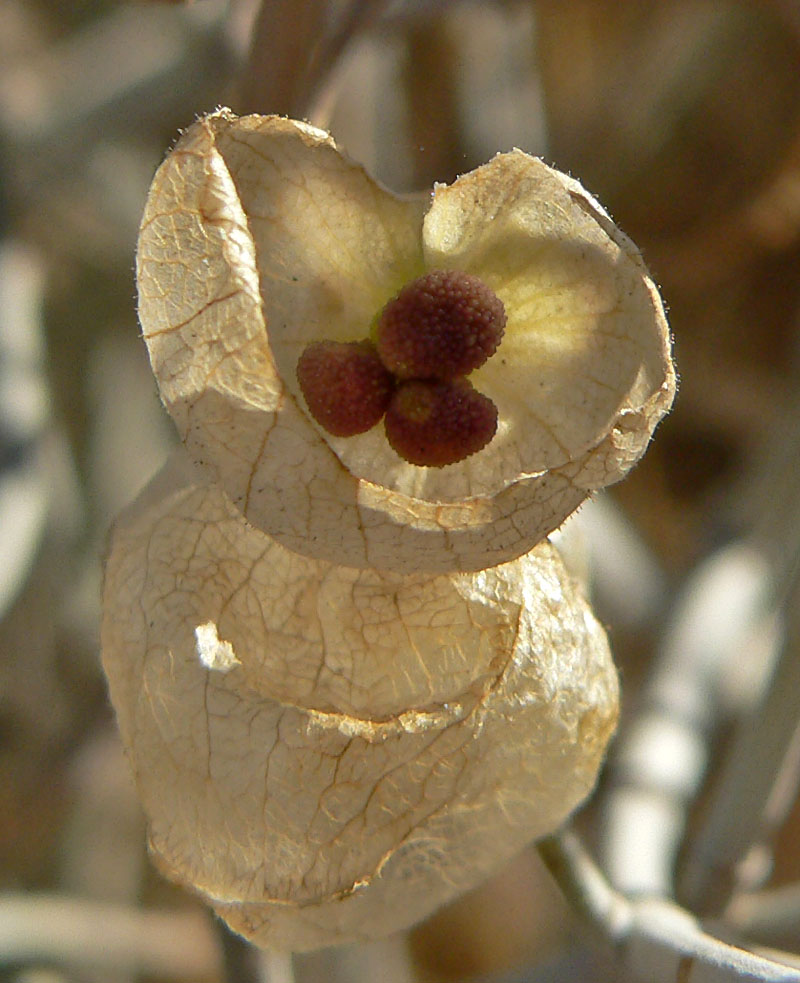
Intérieur des fructifications en forme de vessie de Salazaria mexicana.

Le calice mûr, enflé et léger, pourra être soulevé et soufflé par le vent, permettant ainsi une dispersion des graines vers de nouvelles zones.

## Répartition et habitat
Cette plante pousse dans les déserts du sud-ouest de l'Amérique du Nord. Son aire de répartition s'étend, au nord, de la Californie à l'Utah (États-Unis), et au sud jusqu'au nord du Mexique.

### GenreSalazaria
- (en) Tree of Life Web Project : Salazaria
- (en) Catalogue of Life : Salazaria
- (fr + en) ITIS : Salazaria  Torr.
- (en) GRIN : genre Salazaria  Torr. (+liste d'espèces contenant des synonymes)

### EspèceSalazaria mexicana
- (en) Catalogue of Life : Salazaria mexicana Torr.
- (fr + en) ITIS : Salazaria mexicana  Torr.
- (en) GRIN : espèce Salazaria mexicana  Torr.